# Adrián Marín Lugo
Adrián Marín (n. Monterrey, Nuevo León, México; 13 de mayo de 1994) es un futbolista mexicano. Juega de Delantero y su equipo actual son los Leones Negros de la U. de G. de la Liga de Expansión MX.

## Trayectoria
Debuta contra el Morelia en el torneo Clausura 2012 en la jornada 3. Tras la desaparición del San Luis es llevado al Ascenso donde juega con Lobos BUAP; dando buenas actuaciones, que lo llevaron a los Jaguares de Chiapas en 2014. Ha sido considerado promesa del futbol mexicano, lo cual lo llevó al Club América en 2015 donde no logró tener el éxito esperado y regresó a Jaguares. Fue separado del primer equipo de Chiapas en abril de 2016 por unas fotos en una fiesta.

## Clubes
| Club                     | País                | Año             | Partidos | Goles | Media |
| ------------------------ | ------------------- | --------------- | -------- | ----- | ----- |
| San Luis                 | México              | 2012 - 2013     | 14       | 0     | 0     |
| Lobos BUAP               | México              | 2013 - 2014     | 27       | 7     | 0.26  |
| Chiapas F.C.             | México              | 2014 - 2015     | 15       | 2     | 0.13  |
| Club América             | México              | 2015            | 2        | 0     | 0     |
| Chiapas F.C.             | México              | 2016            | 20       | 2     | 0.1   |
| Cafetaleros de Tapachula | México              | 2017            | 30       | 3     | 0.1   |
| Herediano                | Costa Rica          | 2018            | 2        | 0     | 0     |
| Cafetaleros de Tapachula | México              | 2018 - 2019     | 24       | 5     | 0.21  |
| Alebrijes de Oaxaca      | México              | 2019 - 2020     | 14       | 3     | 0.21  |
| Dorados de Sinaloa       | México              | 2020 - 2021     | 34       | 5     | 0.15  |
| C. D. Tudelano           | España              | 2022 -          | 5        | 0     | 0     |
| Total en su carrera      | Total en su carrera | 2012 - Presente | 187      | 27    | 0.14  |

### Títulos nacionales
| Título     | Club      | País   | Año  |
| ---------- | --------- | ------ | ---- |
| Ascenso MX | Alebrijes | México | 2019 |

- Datos: Q18637692